# Собор Святого Петра (Шарлоттаун)
Собор Святого Петра в Шарлоттауне (Остров Принца Эдуарда, Канада), был основан в 1869 году во время расцвета Оксфордского движения. С тех пор приход остается англокатолическим по духу и практике.

## Общая информация
Собор Святого Петра был объявлен кафедральным собором в 1879 году епископом Новой Шотландии Хиббертом Бинни. На протяжении многих лет он служил вторым кафедральным собором англиканской епархии Новой Шотландии (сейчас она называется епархия Новой Шотландии и острова Принца Эдуарда). Главным кафедральным собором епархии является собор всех Святых в Галифаксе. Епархия включает в себя две административные провинции Канады. Собор Святого Петра расположен на Рочфорд-сквер, на углу Алл-Соулз-лейн и Рочфорд-стрит, в Шарлоттауне.
К западной стороне собора примыкает часовня Всех Святых, которая в 1990 году была объявлена национальным историческим памятником.

## История
Приход собора Святого Петра был основан в 1869 году. Работы по строительству здания начались в 1867 году, а первые богослужения состоялись 13 июня 1869 года. В декабре 1869 года местному художнику Роберту Харрису (1849-1919) было поручено создать сцены для первого празднования Рождества в соборе.
Как упоминалось выше, основание собора Святого Петра было напрямую связано с Оксфордским движением — теологическим и литургическим возрождением католической традиции в рамках англиканства, которое в то время происходило в некоторых частях Англиканской церкви. Оксфордское движение зародилось в Англии в 1830-х годах. В 1850-х годах, когда некоторые англикане из Шарлоттаунского прихода Святого Павла отправились по делам за границу, они были вдохновлены влиянием этого движения на богослужение в церквях Англии. Они вернулись на остров Принца Эдуарда с твердым намерением, чтобы эти учения и обряды соблюдались в Шарлоттауне.
Англиканские приходы на острове Принца Эдуарда находились под юрисдикцией епископа епархии Новой Шотландии. Высокопреподобный Хибберт Бинни, с которым путешественники познакомились, был пасторским руководителем, симпатизировавшим Оксфордскому движению. Вскоре он решил, что здание, которое планировалось как "приходская часовня" при церкви Святого Павла, станет кафедральным собором под его собственным управлением.
Первые богослужения состоялись в июне 1869 года. Десять лет спустя, в праздник святых Петра и Павла (29 июня), собор был освящен. Здание собора находится на углу переулка Всех святых и Рочфорд-стрит. Он выходит окнами в парк, известный как Рочфорд-сквер, и находится через дорогу от правительственных учреждений острова Принца Эдуарда.
На протяжении всей своей истории собор Святого Петра придерживался принципов, на которых он был основан, что нашло отражение в проповедях, обучении и богослужении.
Большинство настоятелей собора служили в течение значительного периода времени. Нынешний настоятель — всего лишь девятый с момента основания прихода. Первого действующего священника, преподобного Джорджа Ходжсона (1869-1885), сменил преподобный каноник Джеймс Симпсон (1886-1920). За ним последовал каноник Элвин Мэлоун (1921-1952). После каноника Мэлоуна настоятелем с 1952 по 1958 год был преподобный Джеральд Моффатт. За ним последовали архидиакон Дж. Р. Дэвис (1958-1967), архидиакон Г. С. Тантон (1967-1973) и преподобный каноник Х. М. Д. Вестин (1974-1990). Последний вышедший на пенсию настоятель, преподобный каноник Питер Харрис, пришел в приход в качестве викария в 1989 году и был назначен настоятелем поздней осенью 1990 года. После ухода на пенсию каноника Харриса 30 ноября 2014 года настоятелем был назначен преподобный Дэвид Гарретт.
Собор Святого Петра хорошо известен туристам и приезжим благодаря знаменитой часовне Всех Святых, которая примыкает к собору со стороны Рочфорд-стрит. Первоначально он был задуман как памятник первому священнику, отцу Ходжсону. Второй настоятель, каноник Джеймс Симпсон, вместе с двумя талантливыми прихожанами, братьями Уильямом Кричлоу Харрисом, архитектором, и Робертом Харрисом, художником, представляли, как будет выглядеть будущая часовня. Уильям выбрал островной песчаник для отделки фасада, а Роберт украсил интерьер восемнадцатью картинами, изображающими отцов Церкви, сценами из Нового Завета и величественным круглым изображением восходящего Христа над алтарем. Искусным местным мастерам удалось воплотить в жизнь задуманные ими детали. Работы по строительству часовни начались в 1888 году, и она была впервые открыта для богослужений в ноябре 1889 года. В 1990 году часовня Всех святых была объявлена "национальным историческим памятником". На специальной церемонии в июле 1994 года была установлена мемориальная доска в знак признания этого звания.
В 2004 году при соборе был возведен новый приходской зал, заменивший более старый зал, который простоял на этом месте более 100 лет.
Поддерживается полный график богослужений по воскресеньям и будням (заутреня, вечерня и Святая Евхаристия), а также существует множество приходских организаций и мероприятий.

## Часовня всех святых
Часовня всех святых первоначально была задумана как памятник отцу Джорджу Ходжсону, первому "священнику-настоятелю" собора Святого Петра, и была построена в 1888 году по проекту Уильяма Кричлоу Харриса (1854-1913), члена первого класса, утвержденного в церкви Святого Петра в 1869 году. Арочные алтари со статуями апостолов и евангелистов в нишах характерны для алтарных ширм Харриса. Стены часовни украшены 16 картинами брата Уильяма, Роберта Харриса (1849-1919). Круглая картина над алтарем изображает Христа, восходящего на небеса. Часовня была построена братьями Лоу из Шарлоттауна, а резьба по дереву была выполнена Уитлоком и Доуллом.
Святилище — это часть часовни внутри большой арки, в которой находится алтарь, на котором с 1890 года ежедневно совершаются Святые Таинства Тела и Крови Христовых в Евхаристии. В передней части алтаря изображены три круга, нарисованные Робертом Харрисом, на которых изображены: (а) Христос, известный своим спутникам "при преломлении хлеба" в Эммаусе в день Своего Воскресения; (б) Его Распятие; (в) Христос, подающий чашу причащающимся. В арочных нишах ризалитов находятся статуи Христа (в центре), по бокам от него — св. Иоанн и св. Иаков справа, а также св. Слева от Него Петр и другие апостолы, в том числе святой Павел, с орудиями, которыми их казнили.  Справа от алтаря находится стол для жертвоприношений, на котором перед жертвоприношением ставят хлеб и вино. На высоких боковых стенах святилища расположены портреты святого евангелиста Луки, по традиции художника и врача, — памятник Роберту Харрису; и святого Иакова Справедливого — памятник канонику Джеймсу Симпсону, который сыграл важную роль в планировании часовни до своей смерти в 1920 году. Каждый предмет в святилище позаимствован из новозаветной церкви.
Арка сделана из серого камня, добываемого в Новой Шотландии на берегу Нортумберлендского пролива, и украшена богатой резьбой с изображением листвы и слезинок, символизирующих как жизнь, которую дал Христос, так и перенесенные Им скорби. В самых ранних церквях, построенных в Риме в IV веке, были триумфальные арки, воздвигнутые в честь Христа как Царя царей и Господа господствующих и прославляющие Его победу над грехом и смертью. Уильям Харрис всегда включал эту особенность в свои проекты церквей.
Неф: Евангельская сторона украшена портретами ранних отцов Церкви, а именно:
- Святой Григорий Великий, изображенный со светловолосым англосаксонским послушником, иллюстрирует историю, рассказанную Бедой Преподобным. Однажды Григорий увидел на невольничьем рынке в Риме светловолосых детей, выставленных на продажу. Он спросил, какой они нации. "Они англы (англичане)", — сказали ему. "Non Angli sed angeli (не англы, а ангелы)!" — пошутил Грегори. Он хотел проповедовать Евангелие англичанам, но, когда стал папой, вместо этого послал 40 монахов под руководством св. Августина Кентерберийского в Англию в 597 году, и результатом этого стала церковь Англии.
- Святой Иоанн Златоуст, патриарх Константинопольский (398-407), был знаменитым проповедником и реформатором, который был преднамеренно убит своими врагами при византийском дворе и церкви из-за вынужденного пешего путешествия в холодную погоду. Харрис ошибочно показывает его одетым в западную ризу и альбу, а не в восточную фелонь.
- Святой Августин Гиппонский (354-430) был одним из самых влиятельных богословов в истории Церкви. Однажды, когда он писал свою книгу о Боге под названием De Trinitate ("О Троице"), он отправился прогуляться по пляжу и увидел маленького мальчика, который бегал взад-вперед с ведром, наливая воду с берега в ямку, которую он вырыл в песке. "Что ты делаешь?" — спросил Августин. "Я заливаю море в эту дыру", — ответил мальчик. Августин подумал: "Я такой же, как все, — пытаюсь проникнуть великой тайной Божьей в свою маленькую головку!"
- Святой Амвросий, епископ Миланский (374-97), изображен отказывающим императору Феодосию I во входе в миланскую базилику в день Пасхи из-за того, что он вырезал 7000 человек в Фессалониках.
- Святой Иероним (342-420), поселившийся в Вифлееме в 386 году, жил в пещере рядом с той, в которой родился Христос, переводя Священные Писания с древнееврейского и древнегреческого языков на латынь. Ему нравились споры с еретиками, он держал ручного льва и хранил череп, чтобы напоминать себе о своей смертности.
- Святой Афанасий, патриарх Александрийский (328-373), стал известен как Athanasius contra mundum (против мира) за свою решительную поддержку ортодоксального никейского христианства в противовес арианской ереси, отрицавшей божественность Христа. Большую часть своей жизни он подвергался преследованиям и часто ссылался, но его решительный характер, а также его богословие оказались главным препятствием на пути торжества арианства, которое сошло на нет в следующем столетии.

Окна нефа: первые два (Архангел Святой Михаил и Пресвятая Дева Мария с младенцем) выполнены Кемпом и являются памятниками Фрэнку Карвеллу и Маргарет Матильде Джейн Ходжсон соответственно. Обратите внимание на корону и змею (символ зла), которые попираются ногами на обеих картинах, а также на другие символы, взятые из Откровения святого Иоанна Богослова. Третья витрина из студии Уильяма Морриса изображает Христа как Christus Rex, или Христа-царя, и является памятником сестре Роберта, Уильяма и Томаса Харрисов, Маргарет Эллин Харрис (1854-1944) и ее мужу Уильяму Лоусону Коттону (1848-1928). На ней также изображен змей.
На стене у входа в часовню Поминовения Усопших висят три картины Роберта Харриса, которые возвращают к новозаветным темам:
- Воскрешение Доркас, памятник Доркас Октавии Педдер Десбриси, иллюстрирующий историю, рассказанную в Деяниях 9 о воскрешении Доркас святым Петром.
- Христос призывает святого Андрея стать "ловцом человеков". Фигура Андрея — это портрет Томаса Харриса, старшего брата Роберта и Уильяма Харрисов, который умер в 1904 году. Картина написана в память о нем.
- Распятие Христа над дверью изображено в память об Уильяме К. Харрисе, архитекторе часовни, и было последней картиной, которая была установлена в часовне. Соответственно, она расположена под окном, изображающим Воскресение Христа. Картина и окно, расположенное над дверью, наводят на мысль, что именно "через могилу и врата смерти" мы проходим к нашему радостному воскресению. За дверью, на маленьком крыльце, находится статуя святого Петра, держащего ключи "от Царства Небесного" (Евангелие от Матфея 16:18-19).

Два терракотовых медальона, изображающих святых Петра и Павла, установлены высоко у входа в часовню. Первоначально планировалось установить 14 таких медальонов, но были изготовлены только эти два. В конце концов, был получен набор крестовин, и 12 (из 14) были установлены в местах, подготовленных для медальонов. Верхняя часть стены облицована прекрасными импортными энкаустическими плитками.
На обратной стороне Послания также изображены три картины Роберта Харриса, на двух из которых изображены люди, умершие совсем недавно, когда они были написаны.
Мальчики Морсон, два брата, умершие с разницей в несколько дней в 1899 году, изображены вместе с другими детьми в Раю вместе с Христом.
Мученическая смерть святого Стефана, забитого камнями в Иерусалиме около 35 года после проповеди, которая не понравилась его слушателям (Деяния 6), изображена над дверями в ризницу. На двух дверях расположены латинские памятники преподобному Джорджу Ходжсону и канонику Джеймсу Симпсону, первым настоятелям собора (названным так, а не деканом, потому что собору Святого Петра не дали капитул, когда он стал англиканским собором на острове Принца Эдуарда в 1879 году). Третья дверная панель посвящена Роберту и Уильяму Харрисам.
На групповом портрете "Семья Харрис" члены семьи, умершие до 1914 года (за исключением Томаса, который изображен в другом месте), изображены как семья из Святой Земли, получившая благословение Христа. В центре сидит мать, Сара Стретч Харрис (1818-1897), рядом с ней стоит сын Тома, Клэр Харрис (1880-1892), а впереди сидит его сестра, Дора Харрис (1892-1911). Слева от Клэр - Марта (Малышка Пэтти) Харрис (1856-1864), сестра Томаса, Роберта, Уильяма и Маргарет Эллин. Над Сарой склонился Уильям Кричлоу Харрис-младший (1854-1913), архитектор часовни, а в тени сидит патриарх семьи Уильям Кричлоу Харрис-старший (1813-1899), который привез свою семью в Шарлоттаун из Ливерпуля, Англия, на барке "Изабель" в 1856 году. Каждое из деревьев на близлежащей площади Рочфорд-сквер, посаженное в 1884 году, символизирует члена семьи Харрис.
За прошедшие годы в часовне Поминовения Усопших было установлено множество мемориалов. Скамьи посвящены миссис Джордж Ходжсон, скончавшейся в 1934 году, и вмещают живых прихожан, которые в окружении апостолов и святых древности, а также ушедших верующих завершают картину о всех душах под властью Христа на алтарной картине. Большинство табличек посвящены умершим прихожанам собора, некоторые из них - знакомые имена из гражданской и общественной жизни Шарлоттауна в былые времена. На одной из них изображен портрет Рут Харрис (1893-1984), племянницы Роберта Харриса, дочери его младшего брата Неда, сделанный по наброску углем Роберта, когда ей было 24 года.
На подставках для коленопреклонения, изготовленных женщинами из конгрегации собора, изображен Феникс, мифическая птица, которая, как считается, вернулась к жизни после гибели в огне - символ Воскресения.
На органе в Книге памяти записаны имена умерших членов конгрегации собора.
Светильник в Святилище излучает белый свет, символизирующий Реальное присутствие Христа в Святом Причастии и указывающий на то, что он находится поблизости. Учение Англиканской церкви подтверждает реальное присутствие Христа в Таинстве, но отвергает Пресуществление как объяснение его сути.
В часовне ежедневно совершаются утренняя и вечерняя молитвы, Святая Евхаристия совершается по вторникам в 7:30 утра, а в остальные будние дни (кроме понедельника) — в 10:00 утра. Если понедельник является святым днем, за вечерней молитвой следует празднование Святого Причастия. Утренняя молитва совершается за 15 минут до Евхаристии. Этот ежедневный обряд богослужения и молитвы является частью литургии или работы собора. Часовня открыта каждый день для личной молитвы и медитации.
В часовне используются книга общих молитв и сборник английских гимнов. Некоторые полагают, что существует две англиканские церкви, одна высокая, другая низкая. Это не так: это всего лишь акценты в рамках одной Церкви, официальной доктриной которой, изложенной в канадской книге общей молитвы (1962), является католическая ортодоксия и античность, реформированная во времена королевы Елизаветы I на основе Нового Завета и ранних церковных соборов.